# Mitgliedschaft Gambias in internationalen Organisationen
Gambia ist in verschiedenen internationalen Organisationen und Gruppierungen Mitglied. Zu den wichtigsten zählen die Mitgliedschaften in den Vereinten Nationen und seinen Unter- und Sonderorganisationen, im Internationalen Währungsfonds und in der Weltbank. Auf regionaler Ebene sind die Mitgliedschaften in der Afrikanischen Union sowie bei der Westafrikanischen Wirtschaftsgemeinschaft (ECOWAS), einer Wirtschaftsgemeinschaft in Westafrika, am bedeutsamsten.
Es folgt eine detaillierte Aufstellung der Mitgliedschaften Gambias:

## Vereinte Nationen
Gambia ist Mitglied der Vereinten Nationen (UN) und ist in folgenden Unterorganisationen der UN Mitglied:
- Konferenz der Vereinten Nationen für Handel und Entwicklung (UNCTAD)

### Sonderorganisationen
- Ernährungs- und Landwirtschaftsorganisation (FAO)
- Internationale Arbeitsorganisation (ILO)
- Internationale Zivilluftfahrt-Organisation (ICAO)
- Internationale Seeschifffahrts-Organisation (IMO)
- Internationaler Fonds für landwirtschaftliche Entwicklung (IFAD)
- Internationale Fernmeldeunion (ITU)
- UNESCO
- Organisation der Vereinten Nationen für industrielle Entwicklung (UNIDO)
- Weltgesundheitsorganisation (WHO)
- Weltpostverein (UPU)
- Weltorganisation für Meteorologie (WMO)
- Welttourismusorganisation (WToO)

### Sondereinrichtungen
- Internationaler Strafgerichtshof (ICC)

### Friedenseinsätze
Gambia hat bei folgenden UN-Friedenseinsätzen mitgewirkt oder ist dort noch im Einsatz:
- United Nations Mission in Ethiopia and Eritrea (UNMEE)
- United Nations Mission in Sierra Leone (UNAMSIL)
- United Nations Mission in Liberia (UNMIL)
- Opération des Nations Unies en Côte d’Ivoire (UNOCI)

## IWF, Weltbank und andere internationale Banken
- Internationaler Währungsfonds (IWF)

- Weltbank
  - Internationale Bank für Wiederaufbau und Entwicklung (IBRD)
  - Internationale Finanz-Corporation (IFC)
  - Internationale Entwicklungsorganisation (IDA)
  - Multilaterale Investitions-Garantie-Agentur (MIGA)

- Afrikanische Entwicklungsbank (AfDB)

## Regionale Organisationen
- Islamische Entwicklungsbank (IDB)

## Internationaler und regionaler Handel

### Internationaler Handel
- Internationaler Bund Freier Gewerkschaften (ICFTU)
- Welthandelsorganisation (WTO)
- Weltzollorganisation (WCO)
- Weltorganisation für geistiges Eigentum (WIPO)

### Regionaler Handel
- Westafrikanische Wirtschaftsgemeinschaft (ECOWAS)

## Sonstige internationale Organisationen
- Afrikanische Union (AU)
- Internationale Organisation für Migration (IOM)
- Interpol
- Organisation für das Verbot chemischer Waffen (OPCW)
- AKP-Gruppe
- Internationale Walfangkommission (IWC)

### Friedenseinsätze
- Mission der Afrikanischen Union in Sudan (AMIS) durch die Afrikanische Union geführt

## Internationale Gruppierungen
- Blockfreie Staaten (NAM)
- Gruppe der 77 (G-77)
- Organisation der Islamischen Konferenz (OIC)

## Private internationale Organisationen
- Internationales Olympisches Komitee (IOC)
- Confédération africaine de football (CAF)
- Internationale Föderation der Rotkreuz- und Rothalbmond-Gesellschaften (IFRCS)
  - dadurch Mitglied in: Internationale Rotkreuz- und Rothalbmond-Bewegung (IRCM)
- Weltverband der Arbeitnehmer (WCL)
- Weltgewerkschaftsbund (WFTU)